# Il ventaglio (film 1954)
Il ventaglio è un film per la televisione del 1954 diretto da Franco Enriquez e Carlo Lodovici.